# Вулиця Швянто Іона
Вулиця Швя́нто Іо́но (вулиця Святого Іонна, лит. Švento Jono gatvė, пол. ulica Świętojańska) — одна з найдавніших вулиць у Старому місті Вільнюса; називалася, по костелу Святого Івана, Святоянской,з другої половини XIX століття до Першої світової війни — Іванівської, в часи радянської окупації носила ім'я Баліса Сруоґи (B. Sruogos g.). З'єднує вулицю Пілес (Замкову, Pilies g.) з перехрестям вулиць Універсітето (Universiteto g.), Домінікону (Dominikonų g.) та Ґаоно (Gaono g.) у скверу К. Сірвідаса (K. Sirvydo skveras). Нумерація будинків починається від скверу К. Сірвідаса та перехрестя з вулицями Універсітето та Домінікону. По правій південній стороні вулиці непарні номери, по лівій північній — парні.

## Загальна характеристика
Одна з найстаріших вулиць міста, не надто широка та не відрізняється, як і інші вулиці в історичному центрі Вільнюса, особливої прямизною. Перші згадки про неї відносяться до першої половини XVI століття, проте напевно вулиця склалася набагато раніше. У давнину у перехрестя нинішніх вулиць Пілес та Швянто Йоно знаходився найстаріший віленський ринок, поряд з яким була побудована ратуша. У 1386 році, ще до хрещення Литви, великий князь литовський Ягайло видав привілей на будівництво в цьому місці костелу Святого Іоанну. На вулиці жили впливові литовські вельможі — Радзівілли, Паци, Сапєґі, професора Віленського університету, заможні купці і ремісники. На вулиці розташовувалися дві відомі аптеки та дві друкарні, що грали значну роль в історії культури Литви. Вже у XVI сторіччі тут стояли в основному кам'яні будинки, сама вулиця і багато двори були вимощені. У частину будинків дерев'яним водопроводом доставлялася вода з вінгерських джерел.
По один бік вулиці з плином часу розростався комплекс університетських будівель, що примикає до Костьол Святого Іоаннів. Вулиця утворює південну кордон університетського кварталу, в якому розташовується Ансамбль Вільнюського університету. У будинках на протилежній південній стороні розташовуються галереї, посольство Польщі, інші установи та житлові будинки.

## Південна сторона

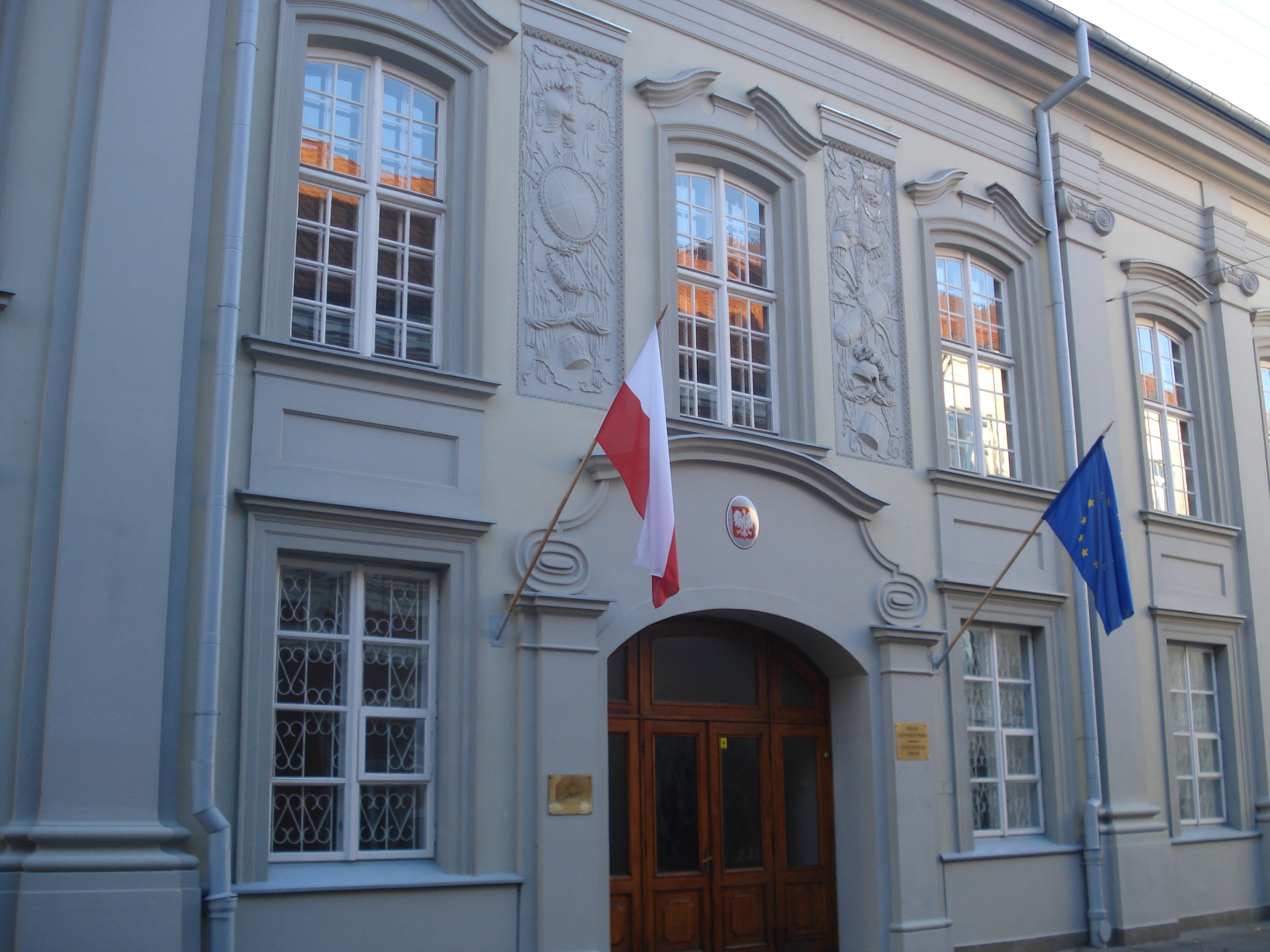
Посольство Польщі в Литві

На початку вулиці по праву сторону стояв будинок зі складною та заплутаною історією, згадуваний у документах з XVI століття. У 1782 році його реконструював архітектор Гуцявичюс, який в ньому і жив, потім воно належало його спадкоємцям, пізніше тут була друкарня Н. Беркі, у міжвоєнні роки — кілька магазинів. Під час війни 1944 року будівля згоріла; після війни руїни були прибрані, а на їх місці влаштований сквер і стоянка автомобілів.
Перша будівля по непарній стороні значиться під номером 3 (Šv. Jono g. 3). Його історія сходить до XVI століттю. Недовгий час він належав спочатку Радзивіллам, потім Казимиру Сапеге. З 1628 року воно належало сімейству Пацов — секретарю Сигизмунда Вази Стефану Христофору Пацу, його синові Стефану Христофору Пацу, потім Петру Михалу Пацу, його родичам і нащадкам). У 1748 році палац постраждав від пожежі та не ремонтувався. Занепалу будівлю в 1783 році придбав, відремонтував та прикрасив канцлер Великого князівства Литовського Александр Міхал Сапєґа. Після придушення повстання 1831 року палац, до того часу належав генералу артилерії Франциску Сапеґе, був конфіскований. Тут деякий час перебувала резиденції віленського цивільного губернатора (до 1845 року)та квартири чинів губернського правління, потім розміщувалися судові установи, казенна палата, казначейство. З другої половиниXIXстоліття до початку XX століття у цьому будинку діяла друкарня, що випускала видання переважно польською і російською мовами. Серед іншого в цій друкарні друкувалися «Віленські губернські відомості», «Віленський вісник». Першим виданням литовською мовою, випущеними нею, був маніфест про скасування кріпосного права (1863).
У XIX століття ддвоповерхова будівля зберігало риси зрілого бароко; фасад прикрашали ступінчасті пілястри, ліпнина, пишний портал. Риси ампіру фасаду були додані на початку XX століття. Після війни тут певний час працювали міжміський телефонний станція та телеграф. У 1959 році по проекту Юстінаса Шейбокаса та Бронисловаса Круминиса палац реставрувався. У будівлі розташувався будинок культури працівників зв'язку (Ryšininkų kultūros namai), частина будівлі зайняли житлові квартири. У 1965 році був оновлений інтер'єр палацу, у 1986 році палац ще раз реставрувався. У 1990-ті роки тут розміщувалися будинок культури працівників зв'язку, галерея народних промислів «Купарас», представництво IBM в Литві. В даний час в колишньому палаці Пацов розміщується посольство Польщі в Литві.

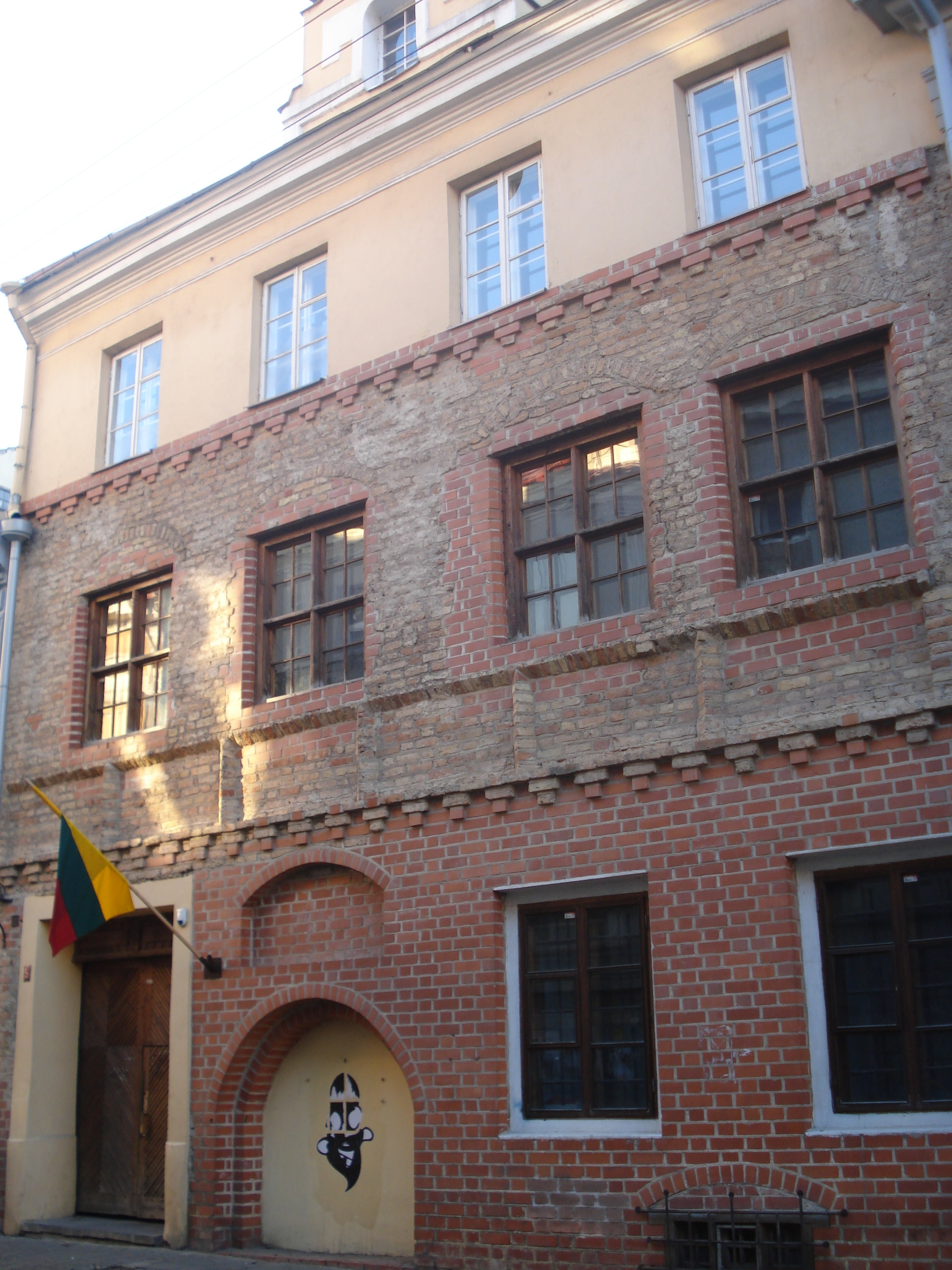
Швянто Іона 5

У сусідньому триповерховій будівлі (Šv. Jono g. 5), трьома своїми корпусами навколишньому закритий прямокутний двір, вже у 1639 році знаходилась аптека Георгія Шульца (Jerzy Szulc). При нашестя військ московського царя та козаків Золотаренко в 1655 році будинок був спалений, а його власник загинув. У 1781 році руїни придбав аптекар Кошик (Koszyk) та заново відбудував будівлю. Нинішній вигляд будинку надав наприкінці XIX століття а купець Мойсей Антокольський, перебудував його за проектом архітектора Олексія Полозова. Після смерті купця (1902) будинок дістався його спадкоємцям; частиною будівлі володів художник Лев Антокольський. На початку XX століття а в цьому будинку працювали винний та книжковий магазини, у часи радянської окупації — невеликий комісійний магазин, потім магазинчик періодичній пресі. Після реставрації з 1996 а в північному корпусі розташовувався соросівський Фонд відкритої Литви, а нині — Інститут Литви (Lietuvos institutas).

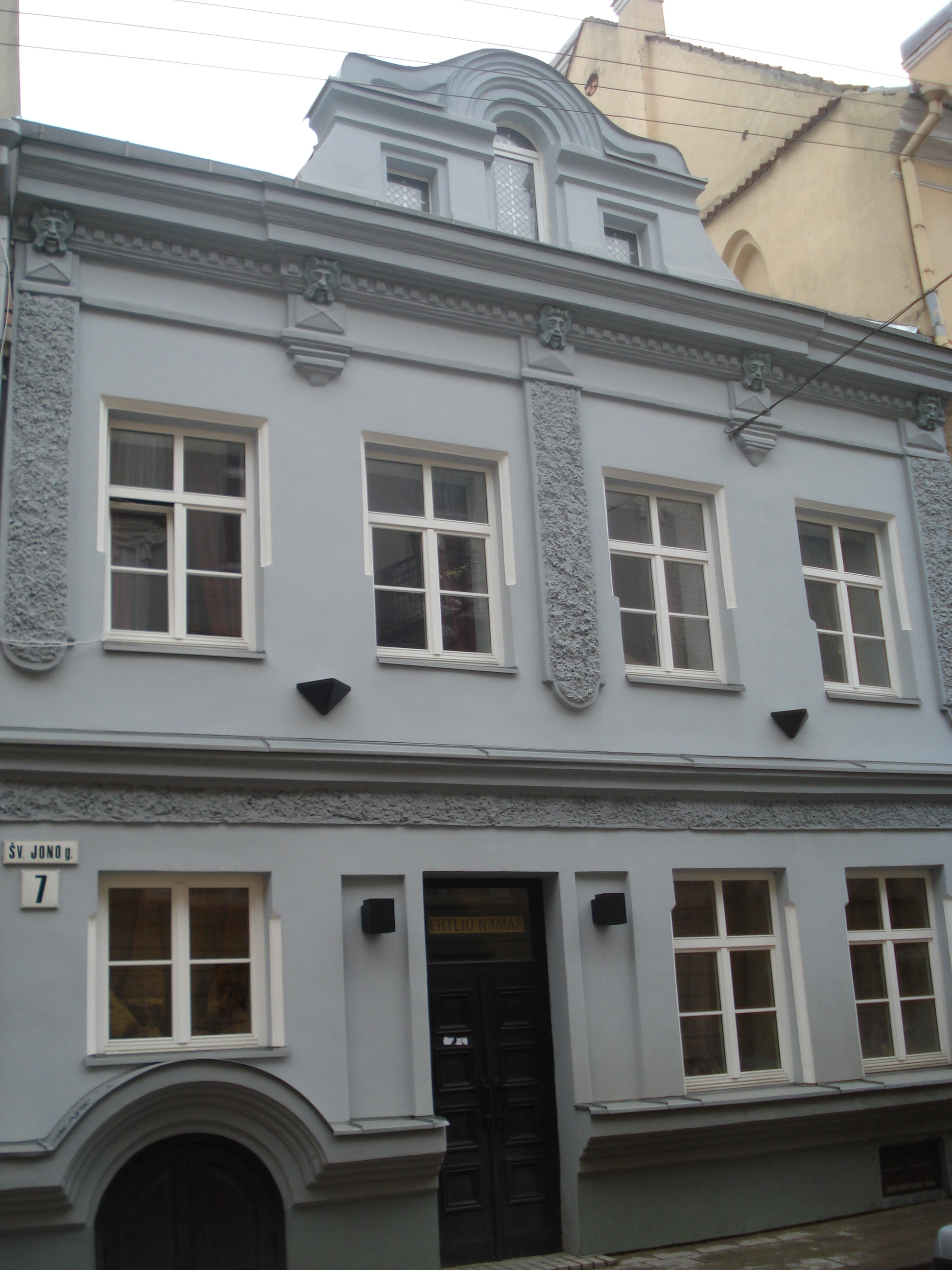
Будинок Ертля

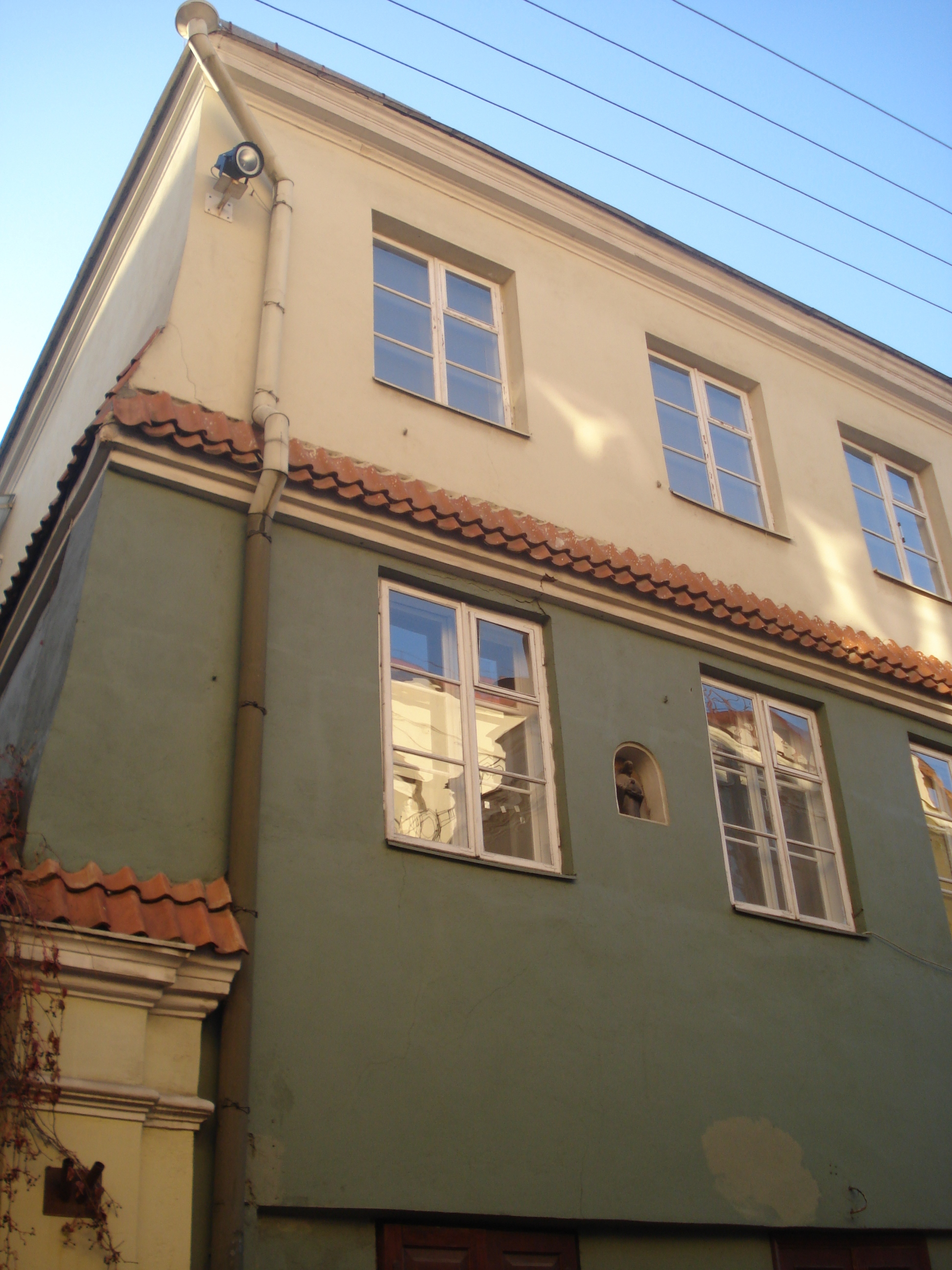
Будинок Стройновського

Перші згадки про будівлю, що знаходився на місці нинішнього двоповерхового будинки Ертля (Šv. Jono g. 7), відносяться до першої половини XVIIстоліття. У 1691 році руйнувала будова придбав та відбудував Георгій Ертль (Georgius Hertli, Jerzy Ertl), майстер, який керував ремонтом костелу Святих Іоаннов, зруйнованого під час війни 1655—1661 років, пізніше став старостою цеху каменярів. Власники та призначення будинку, зайнятого в основному житловими приміщеннями, змінювалися. Наприкінці XIX століття за проектом архітектора Кипріана Мацулевич фасад був оновлений. Його прикрашають горизонтальні смуги грубозернистою штукатурки. Середню частину фасаду продовжує виступаючий над дахом фронтон з напівкруглими аркадами.
Наступний будинок побудований у 1645 році Мартіном Ладзіком (Marcin Ładzik). На початку XIX століття будинок був власністю ректора Віленського університету єпископа Єроніма Стройновського(Šv. Jono g. 9). З 1818 року будівлю орендував Антоній Марцинковський, який розмістив тут свою друкарню, редакцію та контору газети „Kuryer Litewski“. Влітку 1863 року по розпорядженню М. М. Муравйова друкарня, якою володіла до того часу вдова видавця Вінцента Марцинковская, була закрита. Зараз велика частина будівлі зайнята житловими приміщеннями.
На місці триповерхового будинку під номером 11 (Šv. Jono g. 11) з 1593 року згадувалися дві будівлі. Нинішня будівля свій вигляд, що зберігся до наших днів, отримало на рубежі XVIII та XIX сторіч. У ньому помітні риси почасти бароко, почасти класицизму. З 1887 року в цьому будинку жив художник Болеслав Русецький, пізніше його родичі. Зараз на нижніх поверхах розташовується галерея образотворчого мистецтва «Галерея медалей» („Medalių galerija“) та Литовська національна комісія ЮНЕСКО(Lietuvos nacionalinė UNESCO komisija) зі своїм залом, в якому проходять виставки та презентації книг.
Будівля сучасної архітектури на розі з вулицею Пілес(Šv. Jono g. 15 / Pilies g. 23) побудовано за проектом архітектора А. Лукшаса у 1979 році на місці величезної будівлі кардиналів, що належав Радзівиллам та зруйнованого під час Другої світової війни. Збереглася лише частина будівлі кардиналом в глибині двору (Šv. Jono g. 13). У 1850 році будівля кардиналів придбало поштове відомство, зовнішність будівлі була значно перероблена та до кінця Другої світової війни тут розташовувався поштамт.

## Північна сторона
По ліву руку, на північній стороні вулиці з парними номерами, стоять впритул один до одного будівлі Вільнюського університету. Триповерховий будинок з елементами помірної еклектики на розі вулиць Швянто Йоно та Універсітето багаторазово перебудовувався, змінював власників і призначення. Тут з 1687 року діяла єзуїтська аптека, в якій, крім лікарських зілля, продавалися горілка та тютюн. Основа нинішнього будинку була зведена у 1815 році за проектом архітектора Жозефа Пусье. У двоповерховому корпусі на місці колишнього саду була влаштована аптека. Нею завідував Йоганн Вольфганг, який в тому ж будинку і жив. У 1822 році архітектор Кароль Подчашінскій будівлю ще раз перебудував. Після скасування університету (1832) будівля аптеки було продано приватним особам. Пізніше був надбудований третій поверх. На початку XX століття в цьому будинку працював книжковий магазин Стракуна та корсетня майстерня «Регіна». З 1932 року до початку Другої світової війни тут знаходилася приватна аптека Владаса Нарбутас. Після війни на нижньому поверсі працювали булочна, ательє артілі «Рамуне» та магазин чоловічого одягу, на верхніх поверхах були квартири. Після реконструкції за проектом архітектора Ангелі Мяйдувене будівля перейшла у відання Вільнюського університету. У його приміщеннях знаходяться підрозділи адміністрації університету, відділ реставрації та книгосховище бібліотеки Вільнюського університету.

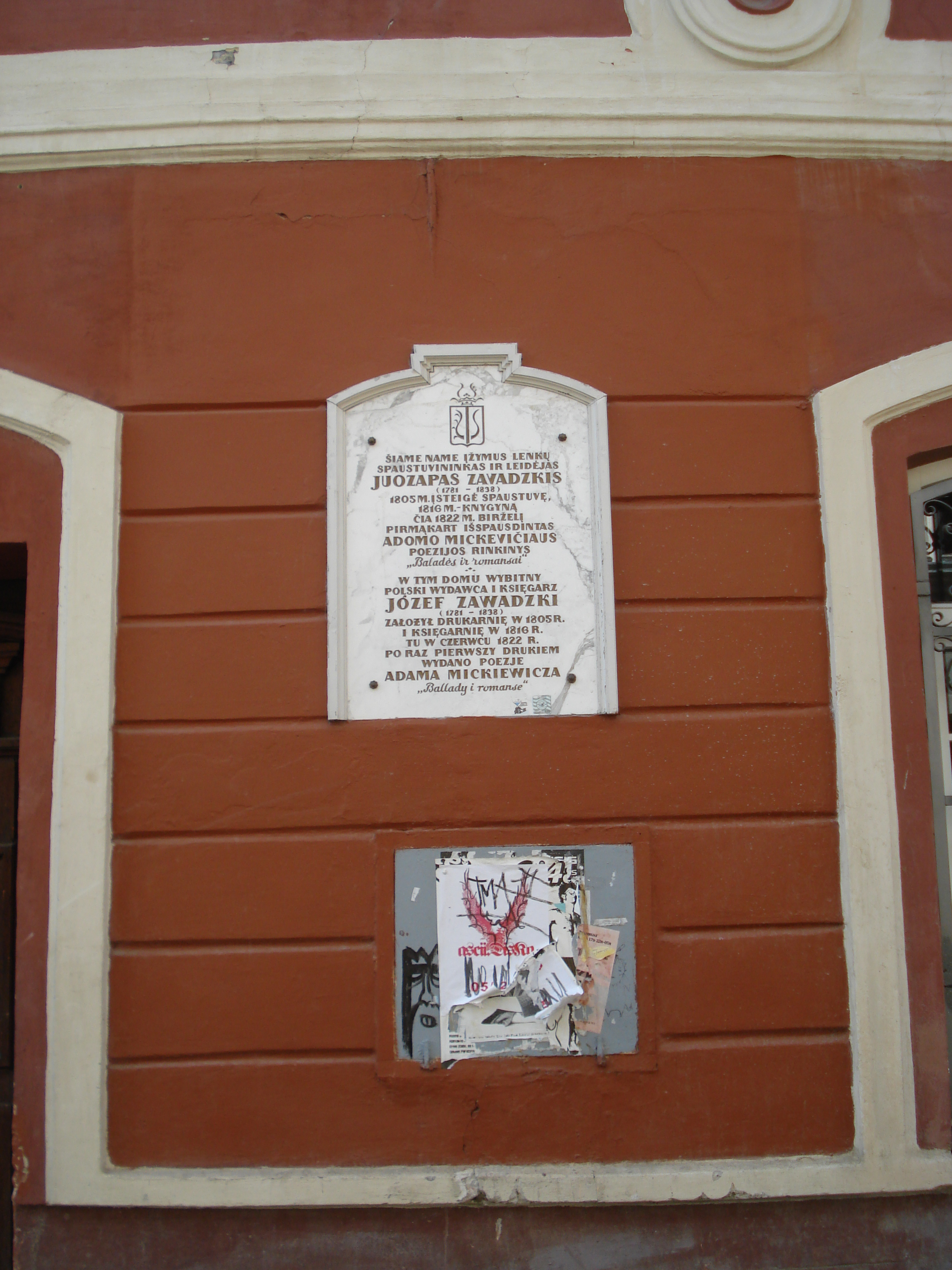
Таблиця в пам'ять Юзефа Завадського та «Балад та романсів» Адама Міцкевича

У двоповерховому будинку з классицистським фасадом (Šv. Jono g. 4) нині розташовуються приміщення бібліотеки Вільнюського університету, а з першої половини XVII століття діяла єзуїтська академічна друкарня. Засновник її Миколай Радзивілл Сирітка Крістофер, після смерті батька, ярого кальвініста Миколи Радзивілла Чорного перейшов у католицизм. У прагненні відшкодувати збитки, що завдала католицької церкви діяльністю його батька, він перевів до Вільно друкарню з Бресту та був її найбільшим меценатом. Друкарня єзуїтській Академії була однією з найбільших в Речі Посполитої. Між 1633 та 1752 роками вона випускала від 10 до 25 видань на рік. В академічній друкарні друкувалася найбільш цінна наукова література в Литві XVIII століття. Близько половини видань виходило на латинській мові (1354 назви до 1773 а); книги друкувалися також польською (1080), латинською (85), латиською, давньогрецькою, італійською, німецькою, французькою мовами. Перші книги литовською мовою на території Великого князівства Литовського були віддруковані в цій друкарні — «Катехізис» Мікалоюса Дауши (1595; переклад катехізис а Якова Ледесми), кілька видань тримовного словника Константинаса Сірвідаса „Dictionarium trium linguarum“ (1620, 1634, 1648, 1677, 1713), молитовник Коссаковськім „Rozancius“ (1681). У 1737 році вийшла граматика литовської мови на латині „Universitas lingvarum litvaniae“ (найперша що збереглися граматики литовської мови на території Великого князівства Литовського). В академічній друкарні друкувалися перші газети Литви — „Kuryer Litewski“ та інші. Після скасування ордена єзуїтів друкарня перейшла у відання Головною віленській школи, потім Віленського університету. У 1805 році університет продав її на певних умовах видавцеві та книготорговцю Юзефу Завадському за 3000 рублів. Завадський отримав офіційний титул друкаря університету. У його друкарні друкувалися періодичні видання „Dziennik Wileński“, „Pamiętnik Towarzystwa Liekarskiego Wileńskiego“. У 1822 році Завадський видав перший збірник знаменитого згодом польського поета Адама Міцкевича „Ballady i romanse“ («Балади та романси»), що з'явився після маніфесту польського романтизму и началом новой эпохи в польской литературе.
У 1828 році Завадський був позбавлений колишніх привілеїв університетського друкаря та книгопродавця та змушений був залишити приміщення університету. Після ремонту у цьому будинку в 1829 році влаштувався видавець Микола Глюксберга, чия друкарня раніше знаходилася в будинку університетської клініки. У друкарні Глюксберга друкувалися підручники, белетристика, журнал Ю. І. Крашевського „Atheneum“ та альманах Адама Кіркора „Teka Wileńska“. ВУ середині XIX століття а друкарня Глюсберга була закрита. До Першої світової війни будівля була у віданні Вчительського інституту, після Другої світової війни належало університету. У 1974 році було проведено реконструкцію за проектом архітектора Алдону Швобене. У 1999 році була встановлена меморіальна таблиця на згадку видавця Юзефа Завадського та першої збірки Адама Міцкевича.

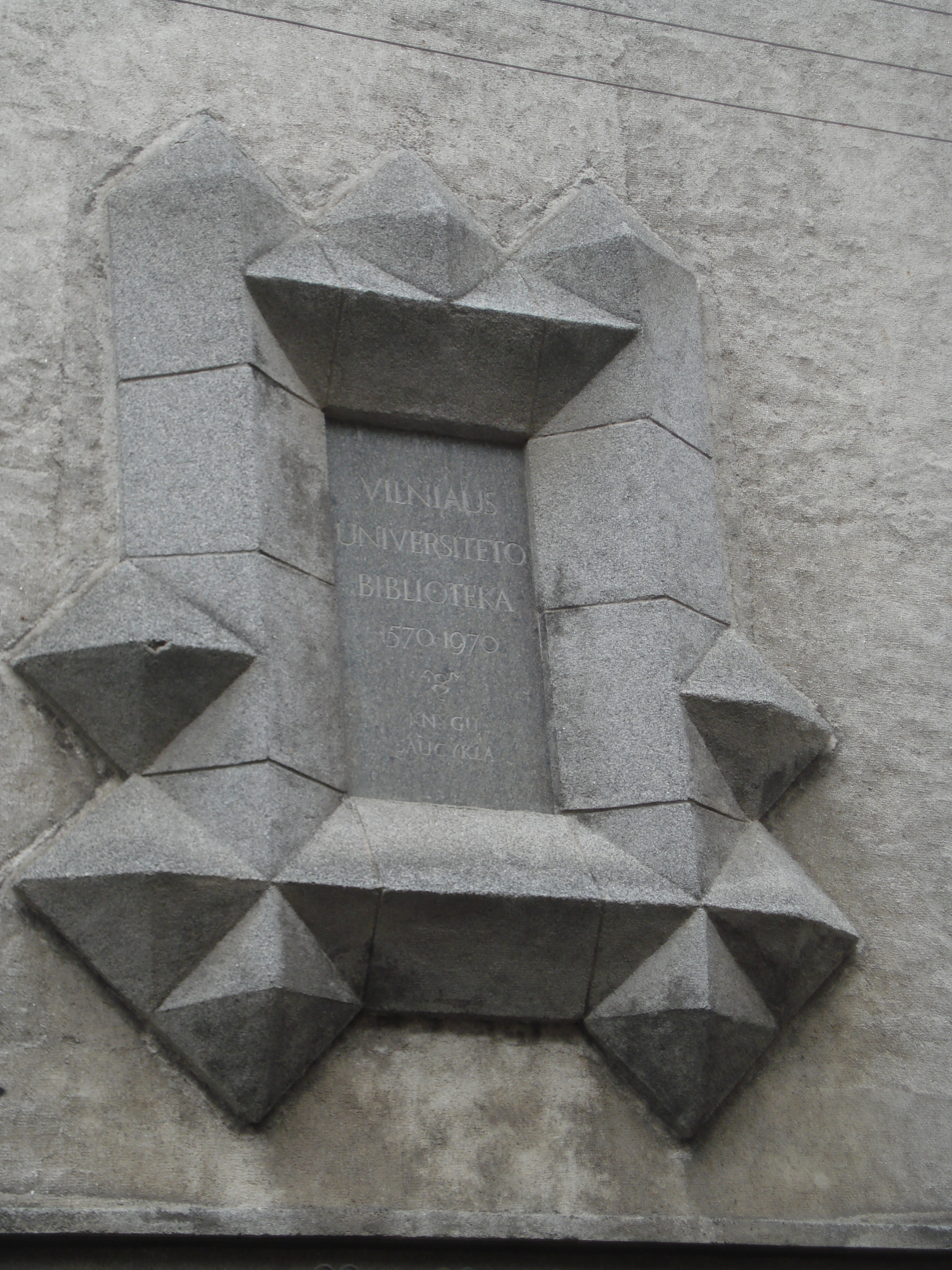
Таблиця в пам'ять 400-річчя бібліотеки університету

Під номером 6 (Šv. Jono g. 6) стоїть триповерхова сіре бетонна будівля сховища бібліотеки Вільнюського університету, побудована у 1966-1970 роках за проектом архітекторів Альфредас Брусокаса та Алдону Швобене на місці знесених залишків колишнього будівлі, зруйнованої під час бомбардувань радянської авіації в 1944 році, та північній частині сусідньої будівлі, також постраждалого від бомбардувань. У уцілілої частини триповерхового будинку під номером 8 (Šv. Jono g. 8) на першому поверсі обладнана трансформаторна підстанція, на верхніх поверхах — приміщення бібліотека. Наприкінці XIX століття а над колишнім двоповерховим будинком був надбудований третій поверх. Фасаду були додані риси модерну. На початку XX століття в цьому будинку працював магазин жіночого одягу С. Степанівської та книжковий магазин «Світло» Л. Грішновского. У фасад будівлі книгосховища в 1970 у була вмурована меморіальна дошка в пам'ять 400-річного ювілею бібліотеки (художник Рімтаутаса Гібавічюс) з датами ювілею 1570—1970

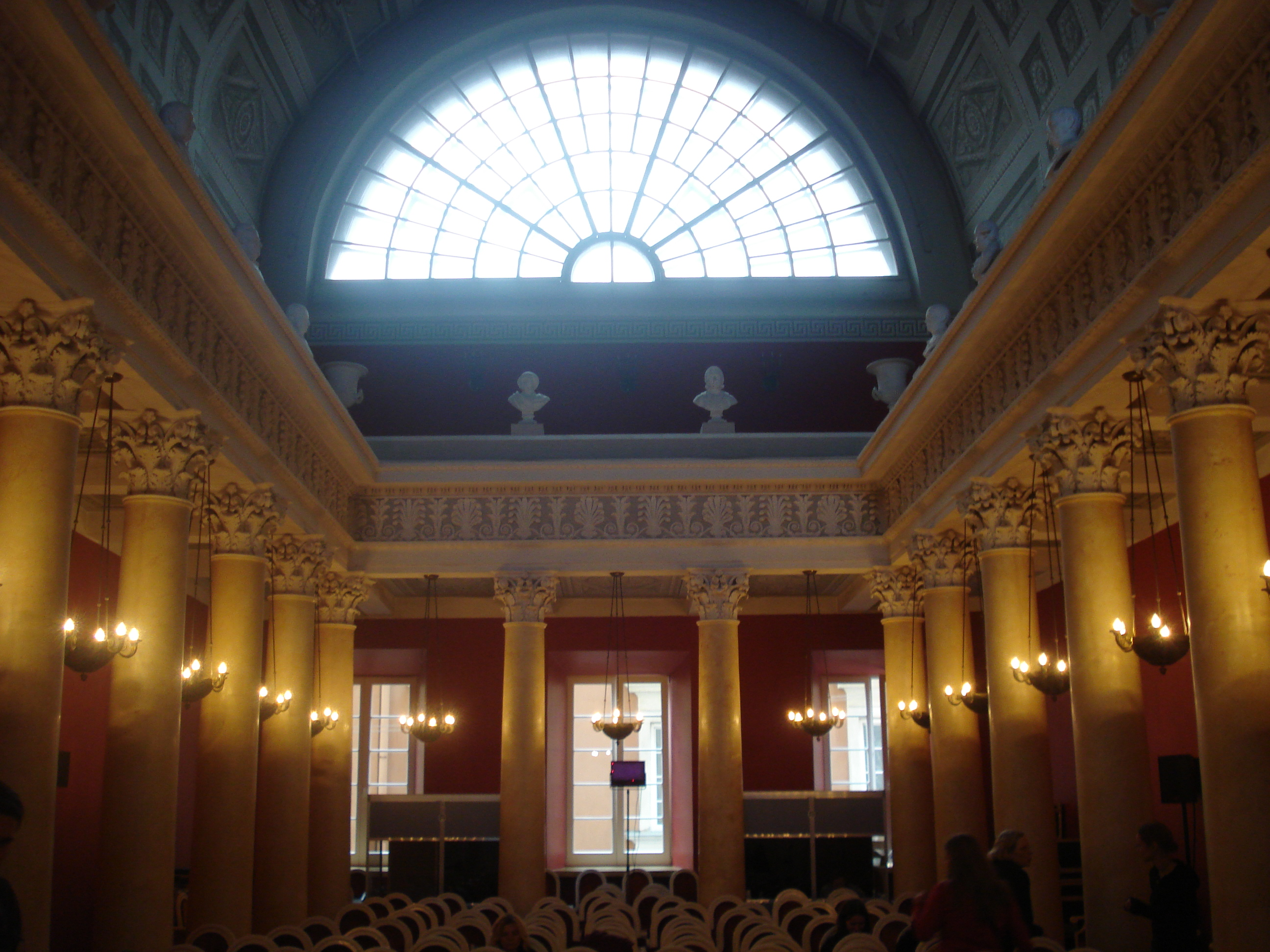
Аула

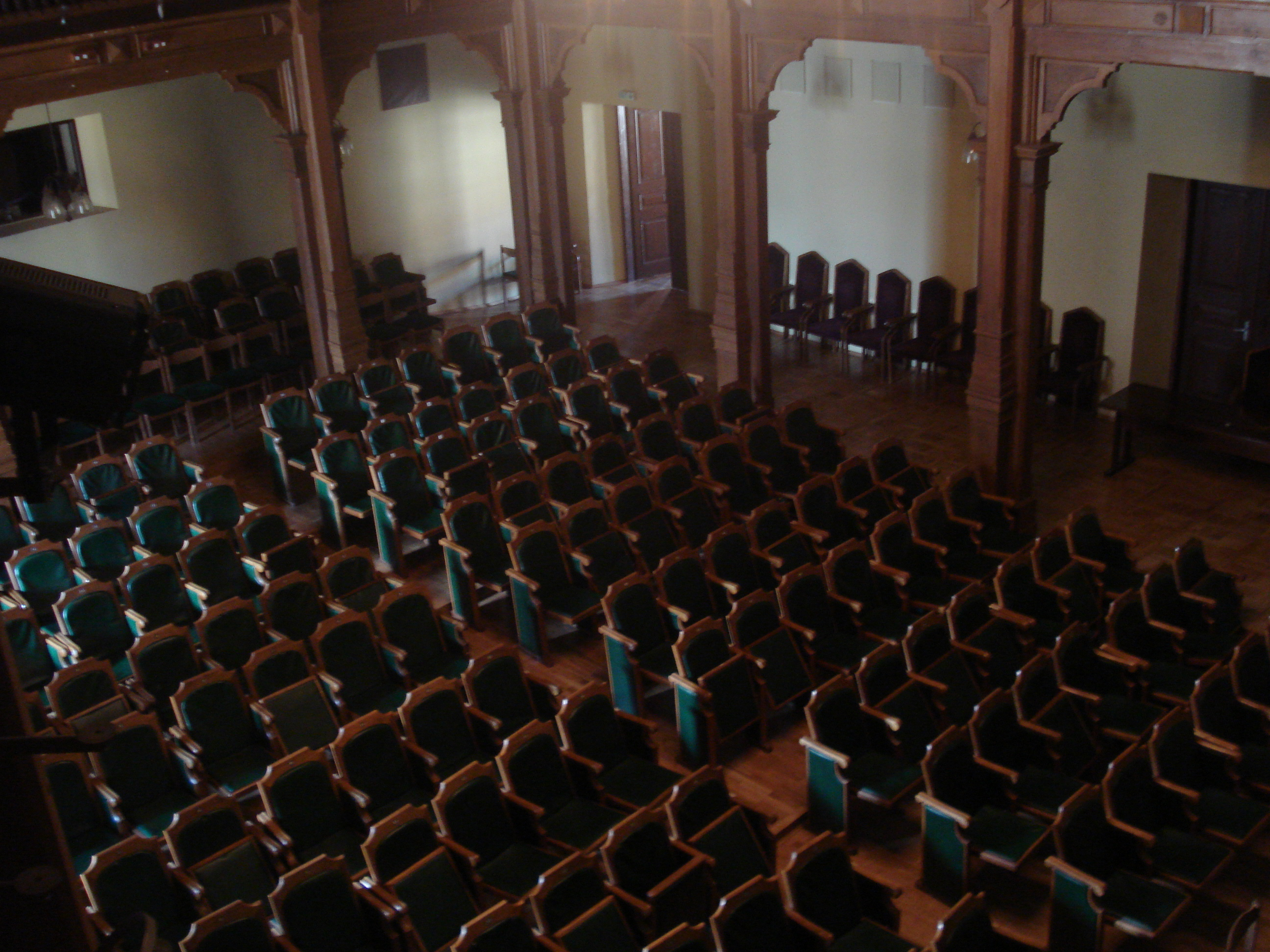
Зал театру

Будівля під номером 10 (Šv. Jono g. 10) складається з двох триповерхових корпусів. Його західний фасад виходить на двір Почобута (двір Обсерваторії). На схід воно примикає до дзвіниці костелу Святих Іоаннов. Тут на місці колишніх будівель, руйнуються під час воєн та пожеж, у 1762 році архітектор Йоганн Крістоф Глаубіц побудував триповерхову будівлю Репрезентаційного залу для університетських урочистостей — аули.

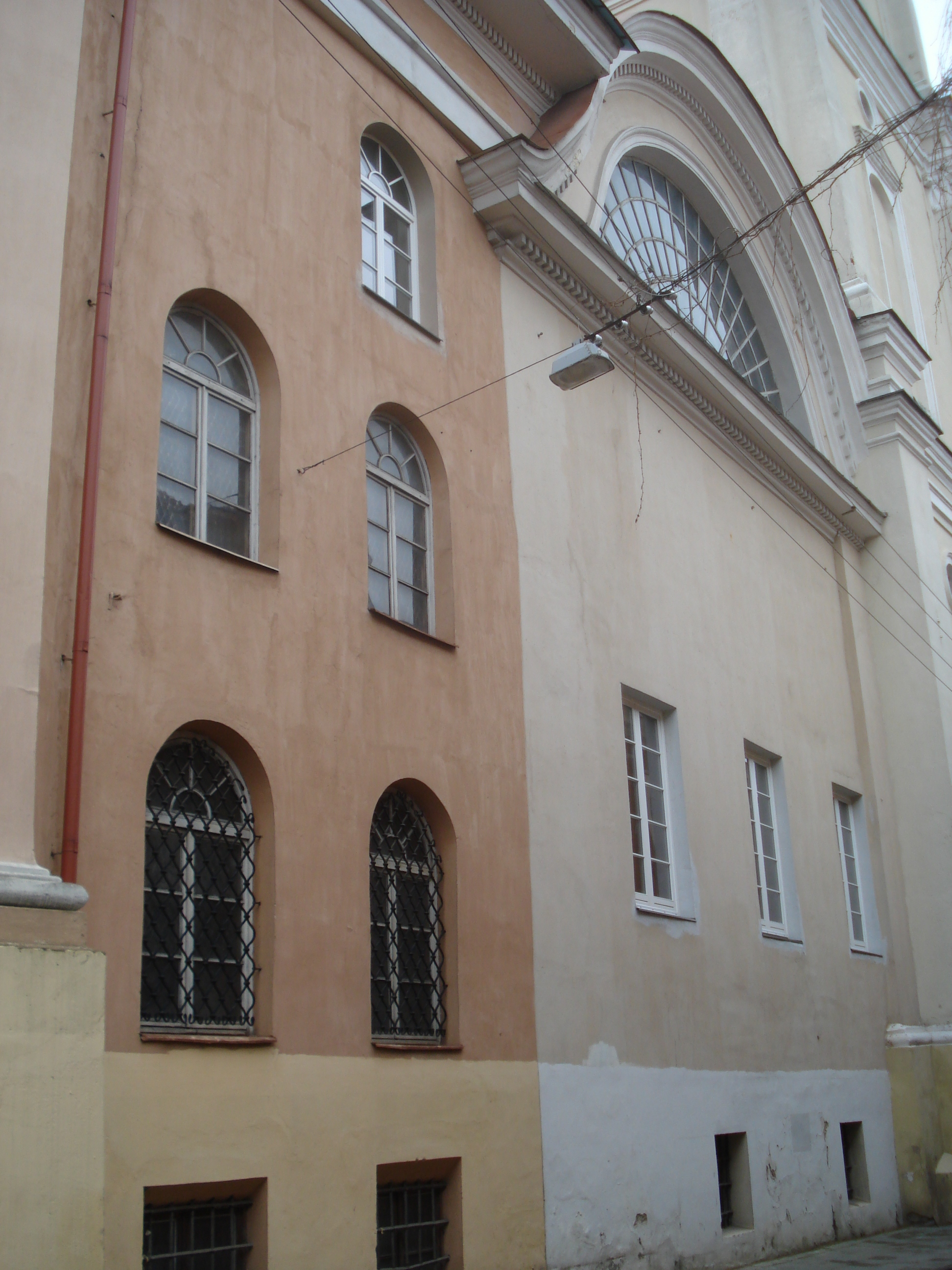
Будівля аули

На початку XIX століття а проект реконструкції аули підготував архітектор Міхал Шульц, однак він не був до кінця реалізований. Після смерті Шульца новий проект реконструкції розробив Кароль Подчашінскій. У нижньому поверсі містилися склади, над ними — зал з коринфськими колонами (капітелі скульптора Казимира Єльського), з розписом, що імітує ліпнину (136 квадратних кесонів з розетками; художник Юзеф Гіларі Гловацький), та алегоричними фігурами на зводах. Після скасування університету (1832) аулу змінювала призначення. Коли вона стала актовим залом першої гімназії, був змінений її декор.
Поруч з аулой на третьому поверсі розташовується найбільший зал в комплексі університетських будівель — зал театру, спочатку обладнаний для студентського театру в XVIIIстоліття. У 1804 році за проектом архітектора Міхала Шульца зал був перероблений в три аудиторії. Пізніше тут до Першої світової війни була церква першої гімназії в ім'я Святих Кирила та Мефодія, що служила «домашньою церквою для всіх середньо-навчальних закладів Вільнюса», з іконами пензля академіка І. П. Трутнева.
Після Першої світової війни будівля відійшло до Університету Стефана Баторія. Приміщення гімназійної церкви було перероблено під актовий зал, а в 1978 році переобладнано в зал театру. На першому поверсі будівлі аули у 1929 році був влаштований гардероб. У 1956 році декор Колонного зала, як тоді називалася аулу, оновив художник Болесловас Мотуза-Мотузявичюс. У 1960 році або 1962 році на першому поверсі за проектом архітектора Вітаутаса Габрюнас було обладнано студентське кафе Деякий час тут проходили жалобні церемонії прощання зі помер працівниками університету та за цим приміщенням закріпилося неофіційну назву «морг». Зараз тут працює кафе (вхід з Великого двору). На вулицю виходять його вікна і напівкругле вікно аули.
На майданчику між будинком під номером 8 і корпусами із залом театру та аулой встановлена декоративна статуя скульптора Вітаутаса Наливайки.

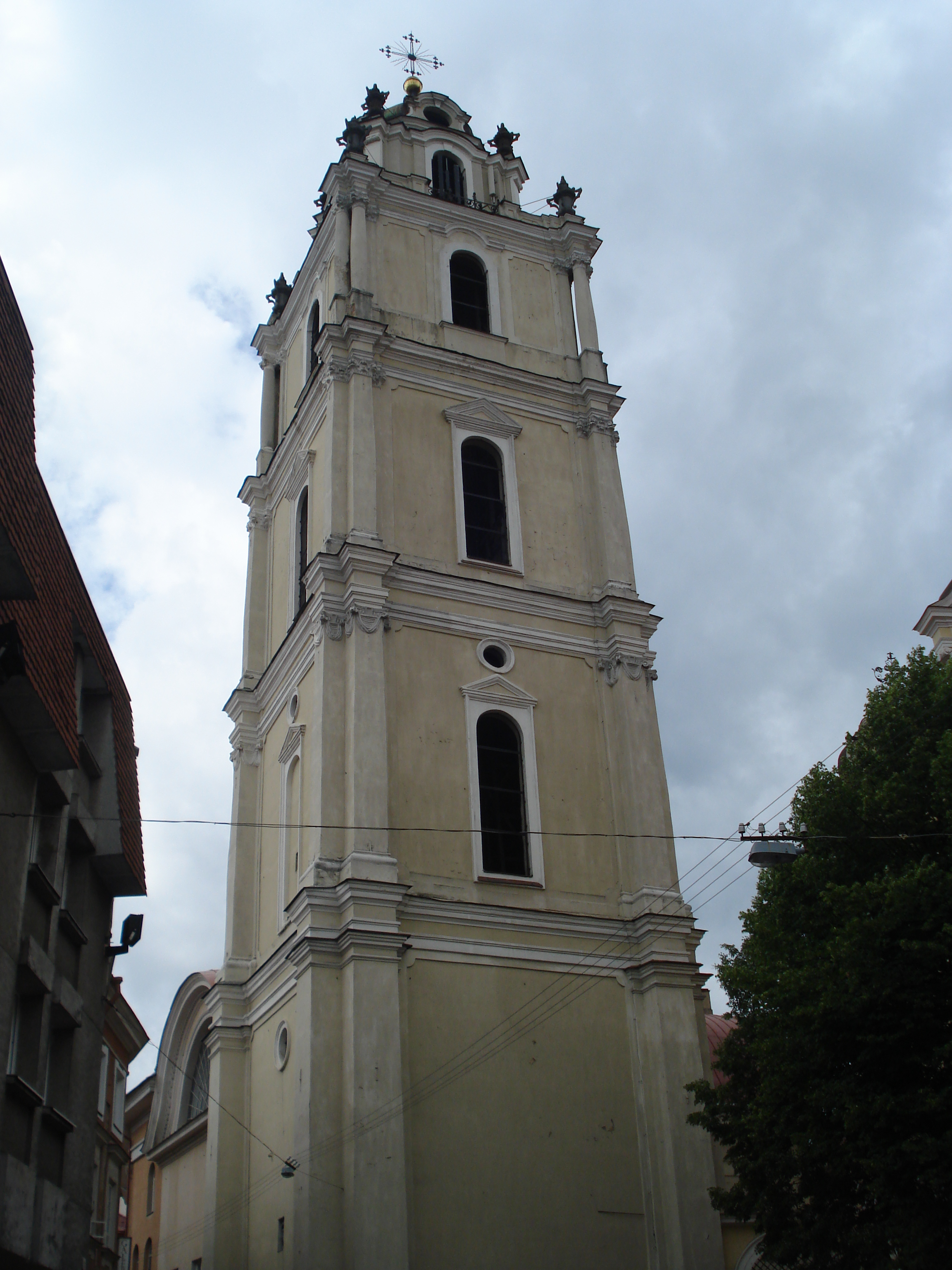
Дзвіниця костелу Святих Іоаннов

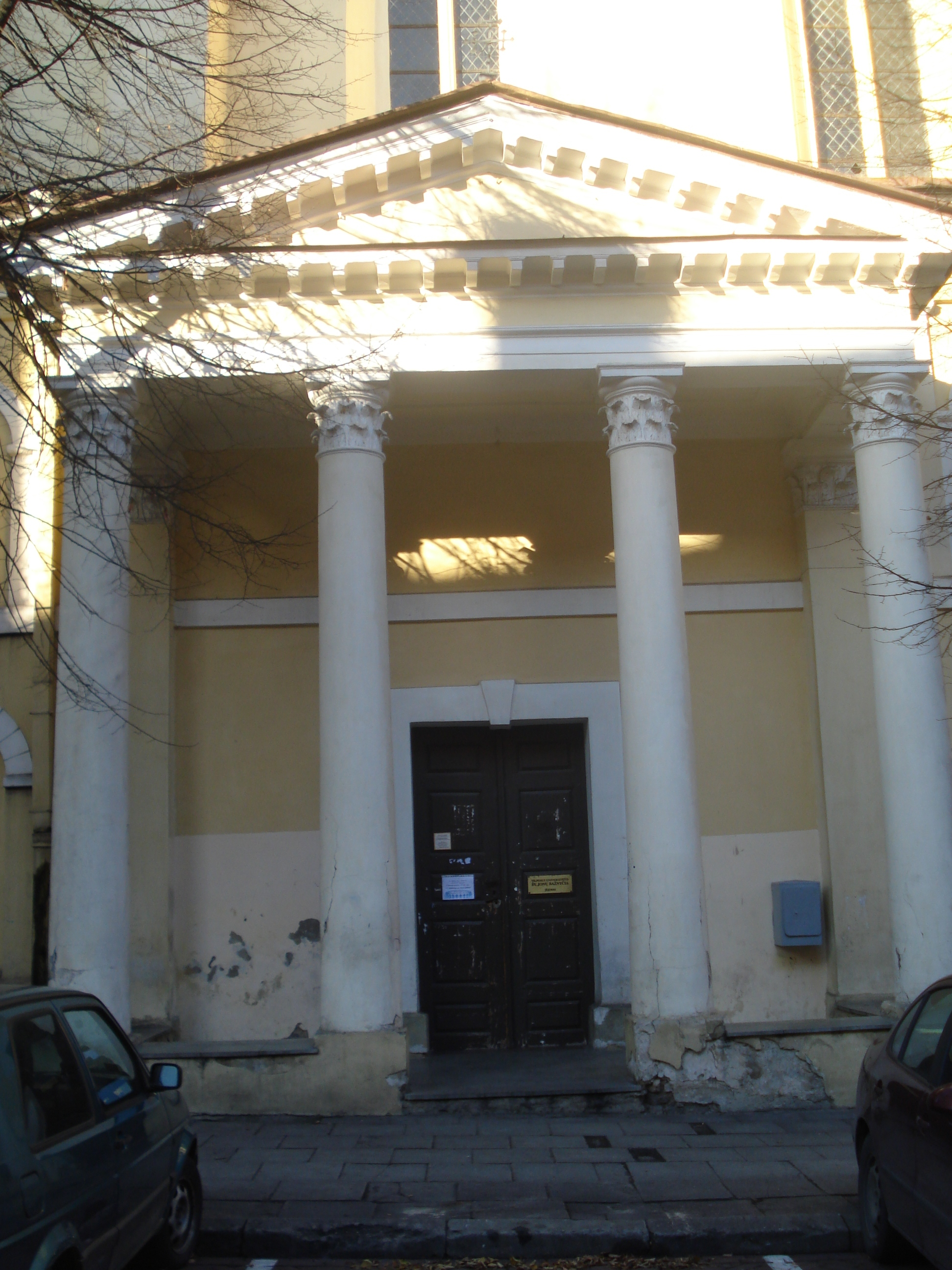
Портал південного фасаду костелу Святих Іоаннов

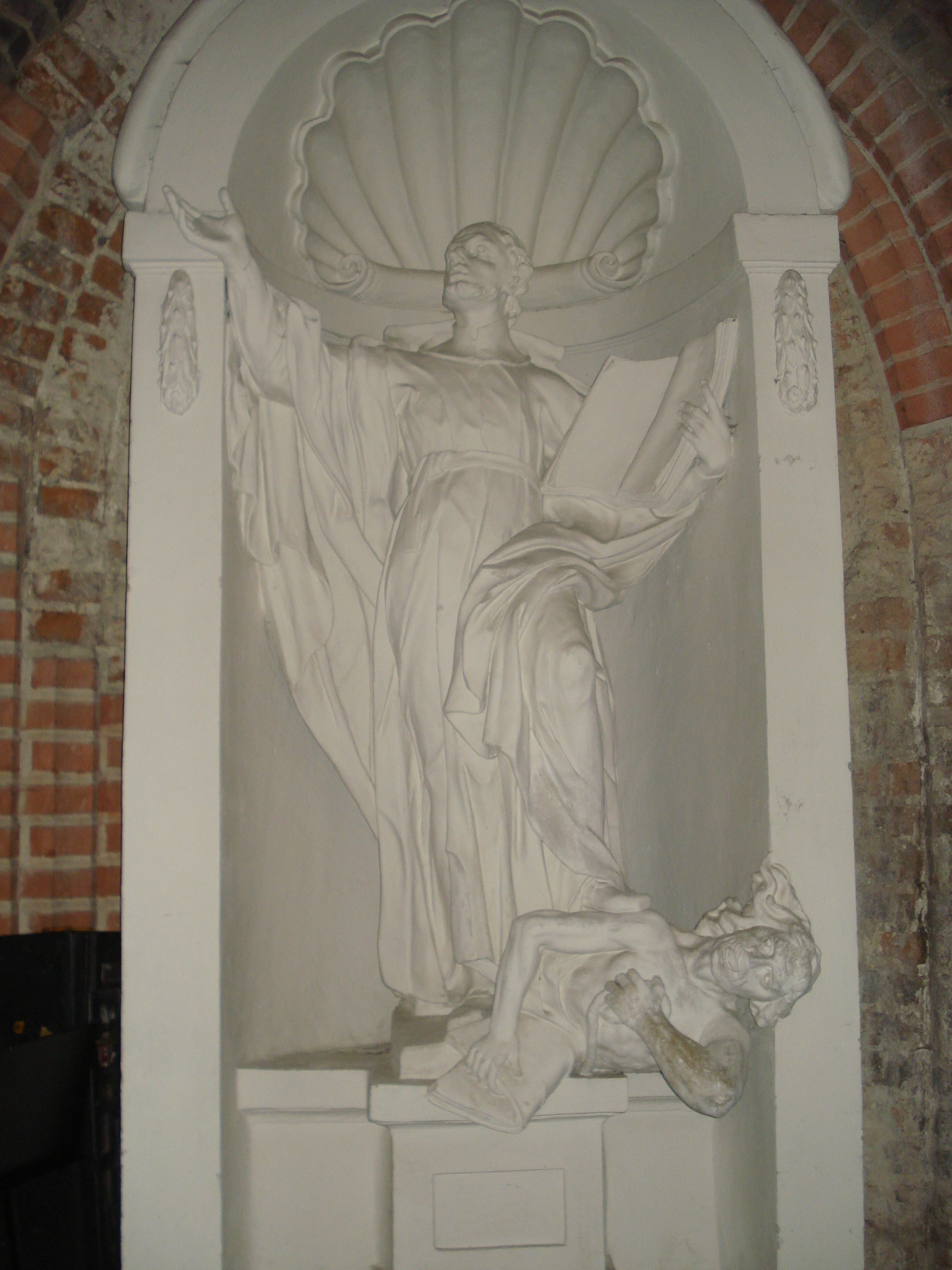
Статуя Ігнатія Лойоли

Примикає до будівлі аули пятиярусная дзвіниця костелу Святих Іоаннов — одне з найвищих будівель в Старому місті (63 метри; за іншими відомостями 68 метрів з хрестом. Вона побудована в кінці XVI століття, кілька разів горіла, руйнувалася і заново відбудовувулась. Ворота, зазвичай замкнені, між дзвіницею та костелом Святих Іоаннов, ведуть в університетський Великий двір. Після Другої світової війни до кінця 1980-х років у цього входу висіла пам'ятна дошка, що написано було, що тут у першій віленській гімназії з 1887 до 1896 року навчався Дзержинський.
За дзвіницею стоїть останнім будівлю по лівій стороні вулиці — костел Святих Іоаннов, що виходить західним фасадом на вулицю Пілес (Šv. Jono g. 12 / Pilies g. 21). Майданчик між незбереженим будівлею кардиналів, в якому з середини XIX століття а працювала головна пошта, і костелом Святих Іоаннов називалася площею Петра Скарги або площею Святого Яна. У дзвіниці костелу в середині XIX століття був обладнаний фонтан. Будівля храму неодноразово відбудовувалося після пожеж і руйнувань та перебудовувалася. Сучасний вигляд воно отримало головним чином після реконструкції, проведеної архітектором Каролем Подчашінскій у 1827-1828 роках. На вулицю Швянто Йоно виходять каплиці Святої Варвари, Пясецький (Козьми та Даміана) та бічний вхід. Його виділяє прибудований Подчашінскій у 1827 році классицистский портал з портиком в чотири колони. У ніші сіней костелу стоїть статуя XVIII століття, зображає Ігнатія Лойолу, що зневажає сатану, що символізує перемогу єзуїтів над Реформацією.